# Zmarli we wrześniu 2010

## Wrzesień 2010
- 30 września
  - Romuald Czystaw, polski piosenkarz rockowy[1]
- 29 września
  - Georges Charpak, francuski fizyk urodzony w Polsce, laureat Nagrody Nobla (1992)[2]
  - Tony Curtis, amerykański aktor[3]
- 28 września
  - John Daukom, malezyjski lekkoatleta (sprinter) i policjant[4]
  - Arthur Penn, amerykański reżyser filmowy[5]
  - Józef Rubiś, polski biegacz narciarski i biathlonista[6]
  - Tadeusz Zagajewski, polski inżynier elektryk[7]
- 27 września
  - Witold Mączarowski, polski działacz państwowy i menedżer, prezydent Bytomia (1985–1990)[8]
- 26 września
  - Wiesława Czapińska, polska scenarzystka, pisarka, dziennikarka, działaczka kulturalna[9]
  - Gloria Stuart, amerykańska aktorka[10]
- 25 września
  - Irena Choryńska, polska montażystka filmowa[11]
  - Jan Hencz, polski aktor[12]
  - Kazimierz Romanowicz, polski wydawca, żołnierz 2 Korpusu Polskiego[13]
- 24 września
  - Andrzej Bylicki, polski naukowiec, chemik[14]
  - Giennadij Janajew, rosyjski polityk[15]
  - Halina Kalinowska, kompozytorka, aranżerka, pianistka, kierownik muzyczny Teatru Śląskiego w Katowicach[16]
  - Marek Leśniewski, polski piłkarz[17]
  - Paweł Lorens, polski lekkoatleta, długodystansowiec[18]
- 23 września
  - Fernando Riera, chilijski piłkarz, reprezentant Chile[19]
- 22 września
  - Eddie Fisher, amerykański piosenkarz[20]
  - Víctor Julio Suárez Rojas, kolumbijski lider rebeliantów FARC[21]
- 21 września
  - Geoffrey Burgon, brytyjski kompozytor[22]
  - Zdzisław Dziędzielewicz-Kirkin, polski inżynier mechanik, taternik, alpinista, ratownik TOPR, przewodnik tatrzański, instruktor narciarski, działacz harcerski i turystyczny[23]
- 20 września
  - Fud Leclerc, belgijski piosenkarz[24]
- 19 września
  - Joseph Kruskal, amerykański matematyk i statystyk[25]
  - Emilia Szczawińska-Osińska, polska siatkarka[26]
- 18 września
  - Egon Klepsch, niemiecki polityk[27]
  - Walter Womacka, niemiecki malarz, grafik[28]
- 17 września
  - Marek Onyszkiewicz, polski lekarz i samorządowiec, starosta biłgorajski (2006–2010)[29]
- 16 września
  - James Dillion, amerykański lekkoatleta, dyskobol[30]
  - Werner Hardmo, szwedzki lekkoatleta, chodziarz[31]
  - Martin Štěpánek, czeski aktor[32]
  - Robert J. White, amerykański lekarz, neurochirurg[33]
- 14 września
  - Krzysztof Jasiński, polski piłkarz, reprezentant Polski w futsalu[34]
  - Maria Probosz, polska aktorka[35]
- 13 września
  - Jarosław Kukulski, polski kompozytor[36]
- 12 września
  - Claude Chabrol, francuski reżyser[37]
- 11 września
  - King Coleman, amerykański piosenkarz, muzyk[38]
  - Jan Koszkul, polski działacz partyjny, wicewojewoda nowosądecki[39][40]
  - Kevin McCarthy, amerykański aktor[41]
  - Taavi Peetre, estoński lekkoatleta, kulomiot[42]
- 10 września
  - Eugeniusz Biskupski, polski trójskoczek[43]
  - Kamilla Składanowska, polska florecistka, olimpijka[44]
  - Janusz Żebrowski – polski dyplomata i politolog , chargé d’affaires PRL w Maroku (1972–1973)[45]
- 9 września
  - Mariusz Dawid Dastych, polski dziennikarz, pisarz i tłumacz, agent polskich i amerykańskich służb specjalnych[46]
  - Bent Larsen, duński szachista, arcymistrz[47]
- 8 września
  - Jisra’el Tal, izraelski wojskowy, generał Sił Obronnych Izraela[48]
  - George C. Williams, amerykański biolog[49]
- 7 września
  - Clive Donner, brytyjski reżyser i montażysta filmowy[50]
  - Amar Garibović, serbski biegacz narciarski, olimpijczyk[51]
  - John Kluge, amerykański przedsiębiorca, potentat mediowy[52]
- 6 września
  - Krystyna Kamińska, polska prawnik[53]
  - Louis Saget, francuski urzędnik państwowy, administrator/wysoki komisarz Francji w Komorach (1960–1961) i Dżibuti (1966–1969)[54][55]
- 5 września
  - Shoya Tomizawa, japoński motocyklista[56]
- 4 września
  - Janusz Kidawa, polski reżyser filmowy[57]
  - Jamarber Marko, albański dziennikarz, poeta[58]
  - Ireneusz Rzeźniewski, polski samorządowiec i ekonomista, burmistrz Drawna (1998–2010)[59]
  - Louis Saget francuski urzędnik państwowy, administrator Komorów (1961–1962) i Dżibuti (1966–1969)[60]
- 3 września
  - Mike Edwards, brytyjski wiolonczelista[61]
  - Bogdan Paprocki, polski śpiewak operowy (tenor)[62]
  - José Augusto Torres, portugalski piłkarz[63]
- 2 września
  - Szemu’el Noach Eisenstadtt, izraelski socjolog[64]
  - Edmund Gussmann, polski językoznawca, anglista, islandysta[65]
- 1 września
  - Cammie King, amerykańska aktorka[66]
  - Jan Knycz, polski działacz partyjny i samorządowiec, przewodniczący prezydium Wojewódzkiej Rady Narodowej w Bielsku-Białej (1981–1989)[67]
  - Grzegorz Wołągiewicz, polski samorządowiec, prezydent Suwałk, działacz sportowy[68]